# Partito Sardo d’Azione
Die Partito Sardo d’Azione (PSd’Az; sardisch: Partitu Sardu; Sardische Aktionspartei bzw. Sardische Partei) ist eine regionalistische und separatistische Partei in Italiens autonomer Region Sardinien. Ihr selbsterklärtes Ziel ist die „Souveränität des sardischen Volkes“ und die Unabhängigkeit der „sardischen Nation“.

## Geschichte
Die Partei wurde nach dem Ersten Weltkrieg von Emilio Lussu, Camillo Bellieni und anderen Veteranen der Infanteriebrigade Sassari gegründet. In der Zeit des Faschismus war die Partei inaktiv. Ein Teil ihrer Mitglieder, darunter Lussu, war in der antifaschistischen Widerstandsbewegung Giustizia e Libertà tätig.
Nach dem Zweiten Weltkrieg war die PSd’Az in der 1946 gewählten Verfassunggebenden Versammlung Italiens mit zwei Abgeordneten vertreten. Damals waren drei Viertel der Parteimitglieder offen separatistisch, weswegen sich der Gründer Lussu von der Partei abwandte und 1948 eine Partito Socialista Sardo d’Azione (Sardische Sozialistische Aktionspartei) gründete, die unmittelbar danach in der Partito Socialista Italiano aufging. Von 1948 bis 1953 war die PSd’Az im italienischen Abgeordnetenhaus und Senat mit je einem Sitz vertreten, dann verlor sie ihre Vertretung auf nationaler Ebene. Auch bei den Regionalwahlen sank der Stimmenanteil der PSd’Az von 10,4 % im Jahr 1949 auf 3,3 % im Jahr 1979. In dieser Zeit löste sich die Partei vom Ziel der völligen Unabhängigkeit Sardiniens und bekannte sich stattdessen in ihrer 1968 beschlossenen Satzung zu einer „staatlichen Autonomie“ Sardiniens, wobei Italien in eine Bundesrepublik umgewandelt werden sollte.
In den 1980er-Jahren gewann sie dagegen unter Führung von Carlo Sanna wieder stark an Popularität. Seit ihrem XX. Parteitag im Jahr 1981 strebt die Partei statt staatlicher Autonomie wieder die Unabhängigkeit Sardiniens an. Von 1983 bis 1994 war sie wieder im italienischen Parlament vertreten (1–2 Abgeordnete, ein Senator). Bei der Regionalwahl 1984 wurde sie mit 13,8 % der Stimmen drittstärkste Kraft in Sardinien. Mit Mario Melis stellte die PSd’Az von 1984 bis 1989 sogar den Regionalpräsidenten von Sardinien, er regierte in einer Koalition mit Kommunisten, Sozialisten und Sozialdemokraten. Zu den Europawahlen 1984 und 1989 trat sie als Bestandteil der Liste Federalismo – Europa dei Popoli an, zu der sich mehrere regionale und autonomistische Parteien (darunter die Union Valdôtaine, PPTT sowie 1989 auch die Union für Südtirol) zusammengeschlossen hatten. Über diese war sie von 1984 bis 1994 mit einem Abgeordneten im Europäischen Parlament vertreten, der jeweils in der Regenbogenfraktion aus grünen und Regionalparteien saß.

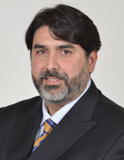
Christian Solinas

In den 1990er-Jahren fiel die Partei wieder auf Stimmenanteile um die 5 % zurück. Bei den Provinzialwahlen 2005 erreichte die mit den Mitte-links-Parteien verbündete PSd’Az 5,5 Prozent der Stimmen, wobei sie besonders in der Provinz Nuoro und der Provinz Oristano gut abschnitt. Zur Regionalwahl 2009 verbündete sich die Partei hingegen mit dem Mitte-rechts-Block unter Führung von Silvio Berlusconis Partei Il Popolo della Libertà (PdL), erhielt 6,8 % der Stimmen und war folglich an der Regierung des Regionalpräsidenten Ugo Cappellacci (PdL) beteiligt. Das Bündnis mit den Mitte-rechts-Parteien erhielt die PSd’Az auch 2014 aufrecht, als es jedoch dem Mitte-links-Block unterlag, wobei die PSd’Az auf 4,7 % zurückfiel.
Christian Solinas übernahm 2015 den Parteivorsitz. Anlässlich der italienischen Parlamentswahlen 2018 schloss die PSd’Az ein Bündnis mit der Lega Nord, wodurch Solinas in den italienischen Senat gewählt wurde, wo er in der Lega-Fraktion saß. Die Europäische Freie Allianz, ein europaweiter Zusammenschluss regionalistischer, autonomistischer und separatistischer Parteien, deren Gründungsmitglied die PSd’Az ist, suspendierte die Partei aufgrund dieser Allianz mit der fremdenfeindlichen Lega. Zur sardischen Regionalwahl 2019 trat Solinas als Spitzenkandidat des Mitte-rechts-Bündnisses (Lega, PSd’Az, Forza Italia, Riformatori Sardi, Fratelli d’Italia, UdC) an. Solinas wurde mit 47,8 % der Stimmen zum Regionalpräsidenten gewählt, bei der Wahl des Regionalrats kam seine Partei auf 9,9 % der Stimmen und 8 der 60 Sitze. Im Oktober 2020 wurde die Partei endgültig von der Europäischen Freien Allianz ausgeschlossen.